# Al Ittihad Tripoli
Al-Ittihad Sport, Cultural & Social Club is een Libische voetbalclub uit Tripoli die speelt in de Premier League, de Libische eerste klasse. De club werd, na een fusie van Al Nahda en Al Shabab, op 29 juli 1944 opgericht. Al Ittihad is de succesvolste club uit Libië. Het werd reeds 16 maal landskampioen, won 6 maal de Beker van Libië en 6 maal de Libische Supercup. In 2000 speelde het de halve finale van de CAF Beker der Bekerwinnaars en in 2007 de halve finale van de CAF Champions League.

## Erelijst
- Premier League (16x)
  - Landskampioen: 1965, 1966, 1969, 1986, 1988, 1989, 1990, 1991, 2002, 2003, 2005, 2006, 2007, 2008, 2009, 2010

- Beker van Libië (6x)
  - Winnaar: 1992, 1999, 2004, 2005, 2007, 2009

- Libische Supercup (6x)
  - Winnaar: 1999, 2002, 2003, 2004, 2005, 2006

## Andere sporten
Al Ittihad heeft ook nog teams die actief zijn in andere sporten zoals handbal, volleybal en basketbal. Ook deze teams wonnen reeds vele kampioenschappen.

## Bekende (ex-)spelers
- Victor Ikpeba
- Patrick Mboma

Al Ahly Benghazi · Al Ahly Tripoli · Al Akhdar Derna · Al Ittihad Tripoli · Al Jazeera Tripoli · Al Madina Tripoli · Al Nasr Benghazi · Al Olympic Zaouia · Al Shat Tripoli · Al Soukour · Al Tahaddy Benghazi · Al Wahda Tripoli · Khaleej Syrte · Ngom Egdabya